# Strobilus
En Strobilus er en koglelignende stand af forplantningsorganer hos visse planter. Mest kendt er de pollenbærende stande af hanblomster hos Fyr og andre Nåletræer, der kan afgive så kolossale mængder af pollen at jord og grene gulfarves. Ulvefodsplanter og Padderokker har også strobili der her er stande af sporehusbærende blade.
| Portal | Portal:Botanik |

| Botanik | Spire Denne botanikartikel er en spire som bør udbygges. Du er velkommen til at hjælpe Wikipedia ved at udvide den. |